# 前田のの
前田 のの（まえだ のの、1995年7月1日 - ）は、日本のAV女優。マインズ所属。

## 略歴・人物
千葉県出身。2015年4月、アダルトビデオメーカー・kawaii*の専属女優「菊池ひなの（きくち ひなの）」としてデビュー。所属事務所はロータスグループ。
2016年1月に所属事務所をマインズに移し「前田のの」に改名した。なお、生年月日が菊池ひなの時代（1996年11月11日）とは違っている。
ストリップ嬢としても活動しており、2024年2月23日にはトークイベント「踊り子とenjoy」に参加した。

## 出演作品

### アダルトDVD
2015年
- 新人! kawaii*専属デビュ→ ぴっちぴち美乳★ひなのっち（4月25日、kawaii*）
- kawaii*high school サッカー部女子マネ ひなのっち!（5月25日、kawaii*）
- ごっくん風俗パラダイス♥（6月25日、kawaii*）
- レズ解禁☆美少女ふたりでエッチッチ!（7月25日、kawaii*）
- 有名コスプレイヤー 月に一度の危険日中出し大オフ会（9月1日、ワンズファクトリー）※AV OPEN 2015 エントリー作品
- メガネっ娘HUNT! メガネの奥のＨな瞳見つけました♪（9月10日、DOC）※「さとみ」名義
- 過激すぎるド素人娘 4時間スペシャル 28（9月11日、S級素人）
- ガチ本番!! 極上素人ナンパ即挿入!! in川崎（9月11日、S級素人）
- 東京路上軟派!! 巨乳美人お姉さん編 〜あなたのバストサイズを測らせて下さい〜（9月11日、S級素人）
- 街角美少女を、本気でヤッちゃいました。 2nd. vol.19 東京都渋谷で顔射ナンパ編（9月19日、プレステージ）
- 「そこの巨乳お姉さん!童貞くんの射精のお手伝いをしてくれませんか?」 自慢のおっぱいでパイズリ射精!してもらうつもりが優し過ぎて童貞喪失筆おろしセックス!までしてくれました。 Vol.6（9月25日、ナンパJAPAN）
- 「お願い!1回だけやらせて!!」 エッチな事で頭がいっぱいで何をやっても手に付かないのは「あの子のせいだ!!」そんな僕を見かねた友達が「アイツとSEXしてやってくれ!」と土下座でお願い!?最初は困った感じの彼女が意外にも…（10月1日、DOC）
- 夏のシロウト水着ナンパ! あなたの日焼け跡見せてください! 2（10月22日、DOC）※発売中止
- 1人旅の温泉旅館でアダルトビデオの撮影にバッタリ遭遇! 男優としてスカウトされ有名AV女優たちとセックスしまくることになった素人童貞の僕! 2（10月23日、UMANAMI）
- 素人ナンパ!! あなたのオナニー見せて下さい!! バイブ突っ込んで気持ち良くなってるところバレないようにチ●ポをウボリッ!!（11月13日、S級素人）
- 生中出し若妻ナンパ! 12（11月13日、S級素人）
- 親にも学校にも言えない、女子校生放課後限定バイト 7（11月13日、S級素人）
- リアル女友達3人組が仲良しデート後のレズSEXを自撮りしちゃいました!!（12月7日、ビビアン）
- 温泉で女性客の生裸を偶然目撃しちゃった俺（12月10日、AKNR）
- 転校した先の寮は、なんと女子寮でパンチラ祭状態。 クラスメイトからエッチを求められて精子スッカラカンです。（12月24日、SWITCH）
- むっつりスケベなめがねっ娘 4 真面目な少女が眼鏡を外すとき…（12月31日、JUMP）

2016年
- 活発な女子校生サッカー部員は不用意なパンチラを見られてハズカシイ!!一瞬で従順パンチラ少女に変身、偶然出くわした僕にスケベな命令を欲しがり受け挿れる。（1月8日、SWITCH） ※ノンクレジット作品
- 金網レイプ学園 男子校と女子校の間を隔てるフェンスで磔レイプされる巨乳女子校生（1月8日、ROCKET）
- 妊娠してセックスレスになった優しい(義)姉さんに勇気を出してお願いしたら意外にも可愛い弟チ〇ポなら…と挿入を許してくれるのか? お腹を気遣い最初は浅くスローピストンしてたのに途中から我を忘れて狂ったように深い激ピストンをで求めてくる受精済マ●コに穴兄弟中出し!（1月8日、SCOOP）
- ぷるるん!うるるん! おっぱいバレー（1月8日、BAZOOKA）
- マスターベーションインストラクション 7 Schoolgirl JOI 美少女JKスペシャル 2（1月21日、ROCKET）
- ベスポジでカメラにヌキサシ見せ過ぎる ズリネタ素材集 PART2 完全撮りおろし（1月22日、REAL）
- 男女の性欲が逆転 僕の周りの女たちはいつもムラムラしっぱなしで性欲に飢えたドスケベばかり!の世の中。常に生ハメしたくて僕のチ○ポを狙ってくる!!（2月6日、アイエナジー） ※ノンクレジット作品
- 放課後の教室で部活が休みになった運動部女子たちに囲まれて男は僕1人の王様ゲーム! 放課後、急に部活が中止になり暇を持て余している運動部女子たちがやって来た。当然、非体育会系の僕とは一切接点の無い活発的な女子たちは、放課後も休日もすべて部活一色の超真面目なアスリート。だけど今時のちょっと危険な遊びを試したがり『王様ゲーム』をやることに…。しかも、なぜか僕まで加えて気分は合コン? 王様の命令は絶対!遊びを知らない運動部女子はそのルールをしっかり守り、引き締まった身体も命令のお陰で触り放題やりたい放題!（2月6日、Hunter） ※ノンクレジット作品
- 摘発スレスレ!? 法の網を掻い潜った移動型本サロの実態を追え!! 90年代後半に埼●県高●SAに存在したというカーデリヘルの進化系が密かに暗躍しているという噂は本当なのか!? 徹底SCOOP!!（2月26日、SCOOP） ※ノンクレジット作品

- リアルな若妻の実態!?綺麗な奥様が真っ昼間から旦那以外とSEXに耽る一部始終（2月26日、俺の素人） ※「ひなの」名義
- 効果絶大!! 利尿効果のある媚薬をお茶とお菓子に巧みに仕込まれ異常にもよおす尿意に、我慢出来ずに放射状おもらしの大醜態っ!!美人モデル豹変のアクメ失禁オイルマッサージ 3（2月29日（レンタル）/3月4日（セル）、LEO） ※「ひなの」名義
- 思春期の美乳少女 わたし、そんなに良い子じゃないよ… ♯3 ひなの（2月29日、JUMP）
- 顔出し! 女子大生限定 マジックミラー号 素人娘初めての電マ体験 4 in池袋 〜パンティの染みができてもオマ●コ汁の糸が引いても悶絶イキ我慢!〜（3月5日、ディープス） ※ノンクレジット作品
- 図書館で勉強中の真面目ウブ女子校生を固定媚薬バイブ拘束で人知れずイカセまくれ!（3月17日、アパッチ） ※ノンクレジット作品
- セックスが溶け込んでいる日常 学園生活で『常に性交』女子高生 修学旅行編（4月7日、SODクリエイト） ※ノンクレジット作品
- SNSナンパ イケメンAV男優とSEXしたくて釣られた素人。東京都港区編。（4月17日、ヤリマン伝説） ※「のの」名義
- 鬼クレーム×難癖レ●プ 言いがかりをつけてオンナを犯す正しいクレームの入れ方 【ナース編】 笑顔で平然を装っているけどコイツら全員レ●プしてマ●コ調教済みだから。ここに入院するコトあったら好きなヤツ選んで犯してあげてね。（4月25日、えむっ娘ラボ） ※ノンクレジット作品
- 修学旅行のJKナンパ! 〜Welcome to TOKYO 旅の恥は掻き捨て〜（5月10日、DOC） ※「なつ」名義
- このJKを脅迫してビデオ作りました 示談性交 FILE04（5月13日、EROTICA）
- まんぐり状態で手を使わず5分以内にバイブを抜き取れなかったら… 家庭教師に羞恥ゲームを強要された敏感女子高生（5月26日、ナチュラルハイ）
- 一般男女モニタリングAV 素人大学生限定! みんなの憧れの巨乳女子マネージャーと体育会系(アスリート)男子学生が混浴露天風呂で人生初の素股体験! 強化合宿で温泉を訪れた運動部のアイドルと性欲の盛んな男子部員が2人っきりでち○ぽとクリトリスをこすり合わせたら恋愛禁止のルールを破ってSEXしてしまうのか!? in箱根温泉 2 （5月26日、ディープス）
- 149cmの快感 小柄なロリ美少女の背伸びエッチ（6月1日、S-Cute）
- ひとりっ子のボクに気が弱くてカワイくて巨乳の妹ができた! ヤれそうな雰囲気を出しているので露骨にセクハラ!やはり激しく断れない。これはイケる!確実にイケる!と思いキスを迫ったらまさかの拒絶。ガードを押しのけ諦めず強引にキスしたら嫌がっていた妹がボクの首に腕を回し自ら舌を絡め激しいキスをしてきた! しかも調子に乗って中出ししたら何度も求められ大変でした!（6月7日、Hunter）
- 本当はおちんちん入れたいけど… レズりだした姉妹JKのクンニ尻に思わず即ハメ!そしたら…おっぴろげ挿入待ちポーズで何度も交代3Pに!!（6月9日、ナチュラルハイ）
- 高学歴の巨乳女子大生さんたちに突撃交渉! 男子禁制の女子寮で同世代の童貞クンと人生初の王様ゲームしてみませんか? 勉強漬けでもてあましている大きなインテリおっぱいを独り占めでハメまくり!! 中出し放題!! 念願のハーレム筆おろし大乱交 in 文京区・名門●●女子大学学生寮（6月9日、ディープス）
- 予備校に通う地味でマジメな女子校生をレイプしながら全身を媚薬漬けにしたら、こっちが引くほど痙攣・潮&泡吹き・失神しまくった! 3（6月9日、サディスティックヴィレッジ）
- JKグラビアアイドル枕営業エステ 〜芸能プロダクションが極秘経営している水着エステで枕営業させられるJKグラドルの卵たち〜（6月19日、ゴールデンタイム）
- 修学旅行生 中出し痴漢（7月7日、アパッチ）
- 学校の帰りにエロプリしているJ○にガチ交渉! スケベな事しか考えていないならエッチな事させてください! 5（7月8日、DOC）※「みゆ」名義
- 男女の友達・同僚同士はSEXまで出来るか? Vol.6 戸惑いながらもマ○コを濡らす女と躊躇しながらボッキしてしまう男（7月15日、ピーターズ）
- 夏のシロウト水着ナンパ! あなたの日焼け跡見せてください! 2（7月22日、DOC）
- れなとののの挑発チラリズム …いとこ姉妹が小悪魔すぎて困るんです…（7月25日、アロマ企画）
- デリヘルを呼んだら学生時代に僕をイジめてた女が来た（7月25日、かぐや姫）
- 散財しまくった素人娘救済ナンパ! 制限時間10分以内に射精させたら賞金100万円! 失敗したらその場でナマ挿入! 罰ゲームのはずが気持ち良さそうだったので、勝手に中出ししちゃいました!（7月25日、ナンパJAPAN）
- 小便おもらし淫語オナニー（8月5日、虎堂）
- サテンマッサージ（8月5日、フリーダム）
- 高額羞恥バイト! リモバイ付けてカフェ店員に挑戦してみませんか?（8月7日、アパッチ）
- 出張先の旅館で後輩女子社員とまさかの69!? 出張先の旅館のミスで後輩女子社員と相部屋に!夜、寝ていると窒息寸前!?あまりの息苦しさで目を覚ますと後輩の股間が僕の顔に超密着!まさかの69状態!しかも浴衣がはだけて生おっぱいが丸見え!当然、僕のチ○ポも後輩の顔に密着中!どんどん大きくなる僕の勃起チ○ポに気付いた後輩が目を覚まし…（8月7日、ゴールデンタイム）
- 出会いを求めて相席居酒屋にやってきた女の子を店内ナンパでお持ち帰り 2次会はホテルでSEXしませんか?ノリで誘ったらエロに積極的なお姉さんと即ハメ体験しちゃいました!（8月10日、ブリット）
- 口だけでイカせてください! 素人娘の手を使わないフェラ抜きアルバイト（8月12日、S級素人）
- 「お兄ちゃんダメだよ!ヤバい!挿っちゃうよ!」 巨乳すぎる義妹は初めて見るデカチン勃起にガチ発情で素股はOK妹に! 父親が再婚して突然出来た妹は超巨乳過ぎる!しかも超無防備で胸の谷間はモチロンのこと乳首、パンチラまで見えまくり!!当然ボクは勃起もんですよ!ある日、ボクの勃起が見つかってしまいヤバイと思ったら予想以上に大きかったデカチンを見てモジモジする義妹。『こりゃもしかして…』と思い勇気を出してエッチな事をお願いしたら『擦り付けるだけだったらいいよ!』と素股確約!! 擦っていたらお互い気持ち良くなって義妹は股間が爆濡れ状態!しかも生で見たデカチンに我慢できなくなった義妹は『ダメ!ダメ挿っちゃう!ダメだよお兄ちゃん!このままじゃ挿っちゃうよ!』と言いつつ腰の動きを止めないで生挿入生中出しを無言のまま許可してしまう。（8月19日、Hunter）
- M男にささやき淫語手コキ 2（8月19日、OFFICE K'S）
- アナル舐めで悶える素人娘 3（8月19日、OFFICE K'S）
- かくれんぼパンチラ レボリューション 身動き取れない彼女のアソコをこっそりお触り! 感じちゃった彼女はその後…!?（8月25日、アロマ企画）
- 私立腿コキ学園（8月25日、アロマ企画）
- ブルマ越しの小便を吸わされる男（9月5日、フリーダム）
- Wスプラッシュ 01（9月16日、MAD）
- 女上司のお尻が大変素晴らしかったため、社内でお中出しさせて頂きました。（9月25日、かぐや姫）
- 人妻ディルド淫語オナニー 8人（9月25日、かぐや姫）
- 女子校生の白綿ぱんつコレクション（9月25日、アロマ企画）
- 女子校の、男性教師がキ○タマを潰される!（10月5日、フリーダム）
- 嫁が近くにいるのに住宅展示場のお姉さんに手を出しちゃった俺（10月6日、AKNR）
- 神ブルマ 1F●shi●ner 4●88ポリエステル100％ (裏地ポリエステル50％綿50％) ヒップ96cm のの・宇都宮（10月6日、親父の個撮）
- 大胆パンチラ番外編 スカートの中に潜り込みたい! 超接近型挑発P4（10月13日、アロマ企画）
- 幼い顔しておっぱい発達中女子○生の純真無垢な小さな口に同級生たちが強制フェラ! 犯されてるのに欲しがり汁垂らしっぱなしの口とマ○コに串刺し中出し!（10月14日、V&R PRODUCE）
- 初めて来たオイルエステで、エステティシャンが予想以上にミニスカート＆胸チラで対応してくる! その無防備な格好にソソられるが冷めた態度…。 しかし僕がデカチンだと気付いた途端、チ○ポに夢中になり本番行為を自ら求めてきた!!（11月10日、SOSORU×GARCON）
- M字開脚でお互いの足を絡め大胆にパンチラしながら手コキ! さらにエスカレートしてオナニーしちゃったご奉仕系おんなのこ（11月13日、アロマ企画）
- 汚れを知らないピュア美少女のエッチな日常（11月13日、S-Cute）
- 息子の家庭教師がむっちり童顔巨乳で我慢できない! うぶなピンクのワレメを息子と共犯して何度も犯してやりました。 （11月19日、Dogma）
- AJOI 究極の完全主観オナニーサポートDVD ディルドパフォーマンス Aromatic Jerk Off Instruction（11月25日、アロマ企画）
- 罵倒地獄番外編 センズリを馬鹿にする女 その3（12月5日、フリーダム）
- 義父が発達途中の女子校生の娘に媚薬を飲ませると淫らに馬乗り生挿入! 人生初の快楽に痙攣しながらイキっぱなし! 禁断の近親SEXでまさかの生中出し!（12月9日、V&R PRODUCE）

2017年
- 突然パンチラで挑発されてこっそりシゴいちゃった僕。その12（1月13日、アロマ企画）
- サスペンダースカートを穿いた女の子の無邪気なパンチラ（2月13日、アロマ企画）
- 自分で自分の足の裏を撮影した女の子。（3月5日、フリーダム）
- AV女優 裸コレクション 第四弾（3月10日、V&R PRODUCE）
- 【超絶倫】ちっちゃい小悪魔シスターズ。思春期を迎えた可愛い妹と仲良し姉の姪っ子姉妹が僕のズルむけチ○ポに興味津々! 性春チビマ○コの超積極的な誘惑にイキおいあまって姉妹どんぶり。（5月13日、EROTICA）
- 親が見たら泣くビデオ。 2 死にたくなるほど辛いのに感じまくってヒィヒィ言ってる女子校生の凌辱セックス。清楚系JKに顔射＆舌上射精＆中出し 6人4時間（5月25日、ビッグモーカル）
- 生まれて初めての金蹴り 4 イヤ～ン! 結構楽しいかも!!（7月5日、フリーダム）
- 濡れてテカってピッタリ密着神スク水 新型スク水着用水着メーカー a●ena F●OTM●RK S●lesta ツンデレロリ美少女（10月5日、親父の個撮）
- ノンストップ巨乳4Pレズビアン（10月13日、セレブの友）
- 巨乳で淫乱限定! ほろ酔いおっぱい大乱交（11月13日、セレブの友）
- 再婚相手の連れ子が無防備な女子校生で股間暴走生中出し!（12月10日、ブリット）

2019年
- パイパンま○こをパックリ広げてアナルのシワまで見せつける! クリ剥きおねだり挑発 ＆ ぬるテカくちゅくちゅオナニー（1月25日、ケイ・エム・プロデュース/おかず。）
- 4人でルームシェアする痴女っ娘たちの自宅中出し合コン 2（4月12日、ケイ・エム・プロデュース/BAZOOKA）

### 女性向けアダルトDVD
- 禁じられたPassion ～許されない恋に溺れた私～（2016年12月8日、GIRL'S CH）

### イメージDVD
- 未満式アイドル撮影会『激シャ無理』（2015年3月1日、未満）
- 胸キュン♥プールサイド（2016年1月23日、INTEC Inc）
- pg（2016年6月25日、ターンテーブル）※「前埜ももか」名義
- 未満式着衣いたずら 制服美少女29人完全穢し撮り（2018年6月1日、未満） ※オムニバス着エロイメージビデオ

## 出演

### ウェブテレビ
- バラエティ開拓バラエティ日村がゆく!（2019年7月10日[5]、AbemaTV）